# Бо Сансі

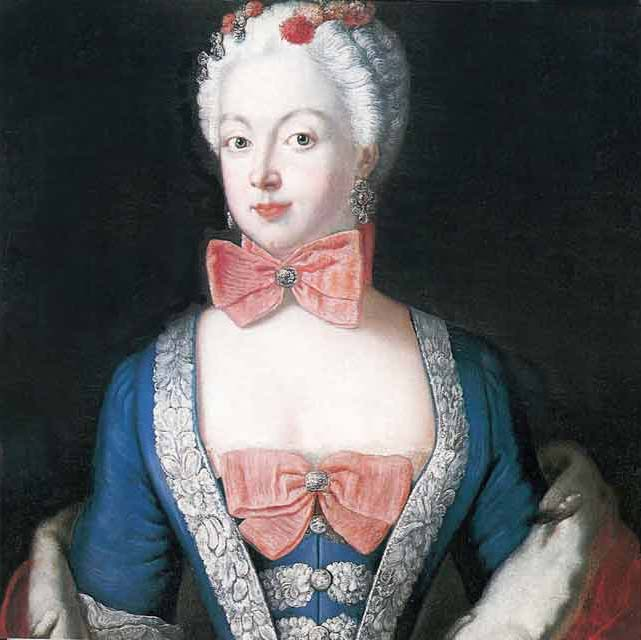
Королева Елізабет Крістін з Бо Сансі (1739)

Бо Сансі (англ. Beau Sancy) — діамант масою 34,98 карат (6,996 г), оброблений у формі «груші з подвійним трояндовим різьбленням», знайдений в Індії, і який належав ряду європейських королівських будинків. У травні 2012 року він був проданий на аукціоні Сотбіс в Женеві за $ 9.57 мільйона доларів.

## Історія

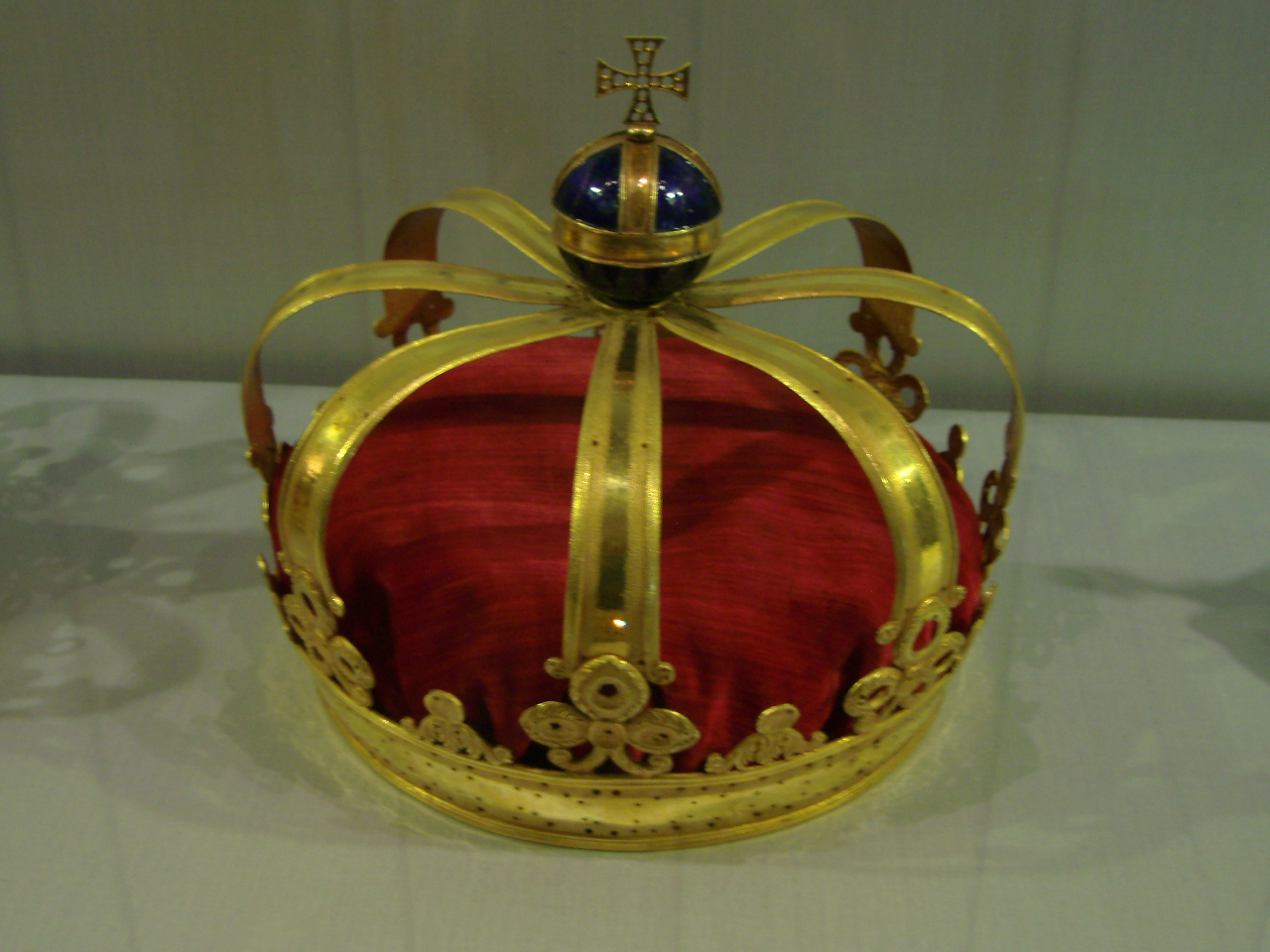
Пруська королівська корона

Діамант Бо Сансі отримав свою назву від Ніколя де Арлі, монсеньора Сансі, який привіз діамант до Франції з Індії, де він був послом Франції. Його більший діамант-близнюк, Великий Сансі, був придбаний королем Англії Джеймсу I для його дружини Генрієтти Марії. 
Бо Сансі придбала королева Франції Марія Медічі.
Від Марії Медічі він перейшов до голландського правителя Вільгельма Оранського, згодом короля Англія Вільгельма III та його дружини королеви Марії II.   
Оскільки їх шлюб був бездітним, будинок Оранж-Нассау отримав коштовність назад після їх смерті. 
У суперечці з приводу так званої помаранчевої спадщини Фрідріх I, король у Пруссії, воював за пару графств над Бо-Сансі і ввів її в прусську королівську корону, якою він увінчався у Кенігсберзі в попередньому році.
1701 року він перейшов від голландської королівської родини до короля Пруссії Фрідріха I. Він додав діамант в прусську королівську корону, якою він коронувався у Кенігсберзі.
Фрідріх II, який відмовився від будь-якої демонстрації коштовностей для себе, передав у 1740 році Бо Сансі дружині Елізабет Крістін. Після неї, інші члени прусської королівської родини носили діамант у важливих випадках, особливо коли відбувались весілля в родині Гогенцоллернів. 
Діамант залишався у володінні королівської родини Гогенцоллернів до 1918 році; а після скасування монархії в Німеччині, продовжував належати нащадкам цієї родини.
Бо Сансі був представлений у Мюнхені у 2005 році на виставці «Скарбниці Німеччини. Мистецтво у шляхетній приватній власності».